# Trattato di Londra (1913)
Il trattato di Londra fu firmato il 30 maggio 1913, per affrontare gli adeguamenti territoriali derivanti dalla conclusione della prima guerra balcanica.

## Condizioni
Le condizioni stabilite mediante questo trattato furono:
- L'Albania viene dichiarata stato indipendente e Regno di Serbia, Regno del Montenegro e Grecia sono obbligate a ritirare le proprie truppe dal Paese.
- Il Sangiaccato di Novi Pazar viene diviso fra Serbia e Montenegro.
- La Bulgaria annette la regione della Tracia. I confini territoriali saranno compresi fra le località di Enos e del mar Egeo e Medea (oggi Kıyıköy) sul mar Nero.
- Non viene data alcuna soluzione definitiva per la divisione del territorio della Macedonia fra le potenze vincitrici della prima guerra balcanica.

I difetti e le difformità del trattato furono la principale causa della guerra successiva, la Seconda guerra balcanica che scoppiò nel giugno del 1913. L'accordo di pace definitivo fra le nazioni belligeranti fu il trattato di Bucarest firmato il 13 agosto dello stesso anno.

## Problematiche riguardanti l'Albania
L'Albania dovette rinunciare a buona parte del territorio rivendicato poiché non aveva alcun alleato internazionale: la Ciamuria venne consegnata ai Greci, la Dardania e tutti gli altri possedimenti vennero assegnati alla Serbia.

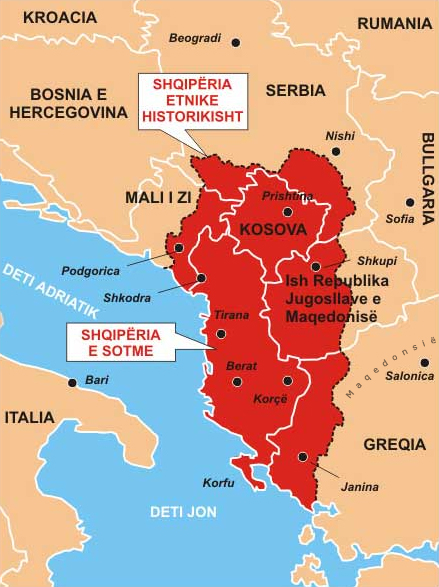

Ecco cosa scriveva il delegato italiano al Comitato di redazione della conferenza di pace del 1921 concerne quanto era accaduto ai possedimenti albanesi nella conferenza di Londra, Pilotti: «1° - La non identità fra l'Albania attuale e lo Stato di Albania creato nel 1913 e la disparizione di quest'ultimo Stato, sono pure affermazioni che non hanno nessuna giustificazione di diritto o di fatto. Dal momento che uno Stato ha acquistato esistenza giuridica, la sua personalità, finché esso conserva i requisiti ritenuti in diritto internazionale necessari per l'esistenza stessa, rimane intatta, come è pacifico tra gli scrittori di diritto internazionale. La scomparsa dell'Albania si sarebbe potuta avere soltanto se essa fosse stata di fatto incorporata totalmente in uno più altri Stati, o se essa si fosse smembrata in più Stati indipendenti. Che ci siano state mutazioni di territorio e che soprattutto siano sopravvenute incertezze di frontiera, non significa che lo Stato sia andato distrutto. Del pari non ha importanza di sorta la cessazione del Governo del Principe di Wied. E se lo Stato Albanese non è scomparso, il dire che esso non è più quello creato nel 1913 è cosa vuota di senso, a meno che con ciò si intenda soltanto che esso esercita autorità sopra un territorio minore di quello allora riconosciutogli, e sia pure attraverso a continui rivolgimenti interni. Il trattato di Londra del 1915 ha potuto considerare l'Albania come Stato a sovranità menomata e cioè soggetto a influenza di altro Stato, e riconoscere a quest'ultimo anche diritti di speciale occupazione. Ma ciò non implica annullamento della esistenza dell'Albania. 2° - Il trattato delle frontiere, firmato a Sèvres il 10 agosto 1920, se prova l'incertezza delle Potenze firmatarie riguardo ai confini meridionali dello Stato Serbo-Croato-Sloveno, non pregiudica sostanzialmente la situazione dell'Albania, né fornisce alcun argomento per credere che questa fosse considerata inesistente. Va notato prima di tutto che l'ammettere come un dato di fatto la circostanza che tra l'Albania e i suoi vicini fossero insorte contestazioni sulle frontiere già fissate nel 1913 e il riservare un'ulteriore determinazione delle medesime, dimostra proprio che si continua a concepire l'esistenza di un altro Stato al di là della linea incerta. Ma, ciò che val di più, l'articolo 4 del trattato suddetto ha una duplice ragione d'essere che non riguarda direttamente l'Albania. Si volle ricapitolare in un solo documento la frontiera risultante dai trattati di Pace o da decisioni della Conferenza per quanto relativamente a Stati di nuova creazione o ingranditi; e poiché da una parte lo Stato Serbo-Croato-Sloveno era un'entità nuova in cui si era trasformato l'antico Regno di Serbia, e dall'altra né i trattati di Pace, né qualsiasi altro atto della Conferenza si erano occupati dell'Albania era naturale che di questa non si facesse cenno, e che tutto il confine Serbo-Croato-Sloveno a mezzogiorno fosse considerato da determinarsi ulteriormente. Ciò tanto più in quanto non era stata mai decisa la questione dell'assorbimento del Montenegro nello Stato Serbo-Croato-Sloveno, ed il Montenegro aveva un tratto notevolissimo di frontiera in comune con l'Albania».